# Euodynerus delicatus
Euodynerus delicatus är en stekelart som först beskrevs av Cresson 1872.  Euodynerus delicatus ingår i släktet kamgetingar, och familjen Eumenidae. Inga underarter finns listade i Catalogue of Life.